# Лазар Ванков
Лазар Ванков Стоянов, известен като Лазар Ванков, е български геолог.

## Биография
Роден е на на 20 март 1867 г. стар стил  в Габрово. През 1892 г. Лазар Ванков завършва Загребския университет и защитава докторска дисертация („Sipčanski Balkan i ocolica u geoložkom i petrografskom pogledu“. Inauguralna disertacja za polučavanje doctorata). Връща се в България и е назначен като помощник геолог-минералог в Държавната геоложка служба. От 1900 г. е действителен член на Българското книжовно дружество, днес Българска академия на науките.
Лазар Ванков отпечатва „Прегледна геоложка карта в М 1:750 000 на Княжество България“ през 1905 г. По своите качества, картата на Ванков превишава всички съставени или публикувани преди това карти.
Лазар Ванков участва в няколко сесии на Международния геоложки конгрес.
През 1909 г. академик д-р Лазар Ванков е назначен за ръководител на катедра „Геология и палеонтология“, която заедно с геоложкия музей се нарича „Институт по геология и палеонтология“. По време на Балканската война и Първата световна война е запасен офицер. Умира през 1923 г. в Мюнхен.

## Избрани произведения
- Lazar Vankov. Šipčanski Balkan i ocolica u geoložkom i petrografskom pogledu //  Rad Jugoslavenske akademije znanosti i umjetnosti. Matematičko-prirodoslovni razred 15 (111).   1892. с. 51- 157. Посетен на 24 юли 2023.[7]

- Принос към геологията на Меричлерската околност //  Сборник за народни умотворения, наука и книжнина XII.   1895. с. 3-31. Посетен на 9 март 2024.

- Хидро-геологически изучвания на местността около Сливенските топли извори //  Периодическо списание на Българското книжовно дружество (64).   1903-1904. с. 43-85. Посетен на 7 март 2024.